# اوليه تيانيبوك
اوليه تيانيبوك (بالأوكرانية: Олег Ярославович Тягнибок)‏ مواليد 7 نوفمبر 1968 في لفيف، جمهورية أوكرانيا السوفيتية الاشتراكية، الاتحاد السوفيتي هو سياسي أوكراني يميني متطرف وعضو البرلمان الأوكراني.

## وصلات خارجية
- الموقع الإلكتروني